# Sylvia Ashton
Sylvia Ashton (Denver, 26 de gener de 1880-Los Angeles, 17 de novembre de 1940) va ser una actriu de cinema mut.

## Biografia

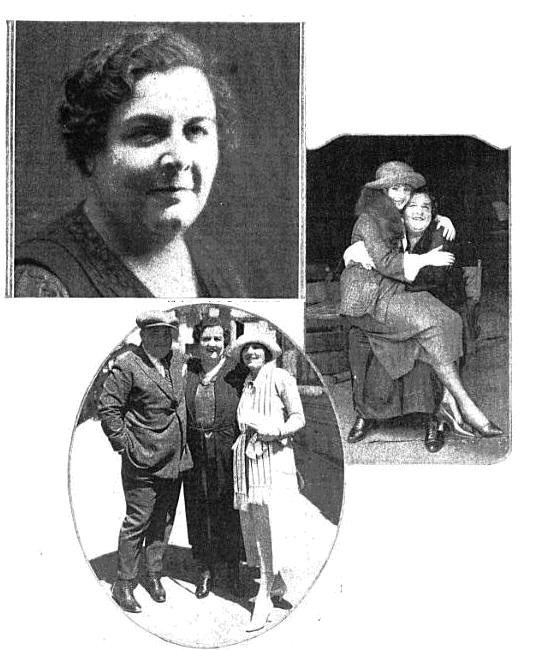
Sylvia Ashton, a la dreta amb Betty Compson a sota amb Walter Hiers i Leatrice Joy

En algunes fonts consta que va néixer en un vaixell en mig de l'oceà. Abans d'iniciar la seva carrera cinematogràfica va actuar en el teatre durant 15 anys. Va debutar e l'obra “Milk White Flag” de Charles H. Hoyt actuant durant aquella època amb artistes com Mary Marble, George Sidney, Kathryn Grey o Blanche Walsh. Va debutar al cinema el 1910 de la mà de la Biograph, primer sota les ordres de Mack Sennett i després dirigida per Dell Henderson. Actriu molt corpulent, es va especialitzar en papers de mare o de dona gran. Després va passar a actuar en comèdies de la Kalem i de la L-KO. Més tard va actuar en papers secundaris rellevants de pel·lícules de la Famous Players-Lasky com “Don't Change Your Husband” (1919) o “Men Women and Money” (1919). Durant els anys 20 va estar a la MGM participant en pel·lícules com “Souls for Sale” (1923), “Greed” (1925) o “Queen Kelly” (produïda durant els anys 1928-29 però estrenada el 1932). Va deixar el cinema amb l'arribada del sonor. Va morir a causa de problemes cardíacs i diabetis el 1940.

## Filmografia seleccionada
- When the Fire-Bells Rang (1912)
- A Close Call (1912)
- Neighbors (1912)
- Katchem Kate (1912)
- A Dash Through the Clouds (1912)
- Trying to Fool Uncle (1912)
- The Speed Demon (1912)
- The Would-Be Shriner (1912)
- Hearts and Skirts (1912)
- Her Friend, the Doctor (1912)
- Helen's Marriage (1912)
- The Cowboy Guardians (1912)
- Fatty's Big Mix-Up (1912)
- Sharps and Chaps (1912)
- The Shanghaied Cowboys (1912)
- A Day's Outing (1912)
- The Bite of a Snake (1913)
- The High Cost of Reduction (1913)
- Kissing Kate (1913)
- The Masher Cop (1913)
- There Were Hoboes Three (1913)
- An Up-to-Date Lochinvar (1913)
- Look Not Upon the Wine (1913)
- A Queer Elopement (1913)
- Tightwad's Predicament (1913)
- The Power of the Camera (1913)
- A Delivery Package (1913)
- All Hail to the King (1913)
- Edwin Masquerades (1913)
- Highbrow Love (1913)
- Just Kids (1913)
- Jenks Becomes a Desperate Character (1913)
- An Old Maid's Deception (1913)
- A Sea Dog's Love (1913)
- The Sweat-Box (1913)
- A Chinese Puzzle (1913)
- While the Count Goes Bathing (1913)
- Mr. Spriggs Buys a Dog (1913)
- Cupid and the Cook (1913)
- Papa's Baby (1913)
- The Suffragette Minstrels (1913)
- Father's Chicken Dinner (1913)
- Objections Overruled (1913)
- Black and White (1913)
- Baby Indisposed]' (1913)
- Patsy's Luck (1913)
- The Cowboy Magnate (1913)
- The Prairie Trail (1913)
- The Raid of the Human Tigers (1913)
- War of the Cattle Range (1913)
- The God of Girzah (1913)
- Hiram's Hotel (1914)
- Children of Destiny (1914)
- And the Villain Still Pursued Her (1914)
- And the Dance Went On (1914)
- Tennessee (1914)
- The Feud at Beaver Creek (1914)
- Shorty and the Fortune Teller (1914)
- Shorty and Sherlock Holmes (1914)
- Casey's Vendetta (1914)
- A Corner in Hats (1914)
- The Housebreakers (1914)
- Love and Business (1915)
- A Flyer in Spring Water (1915)
- The Man Who Died (1915)
- A Flurry in Art (1915)
- Beulah (1915)
- Blue Blood and Yellow Backs (1915)
- No Flirting Allowed (1915)
- It Almost Happened (1915)
- Buck Parvin in the Movies (1915)
- Buck's Lady Friend (1915)
- This Is the Life (1915)
- The Supreme Test (1915)
- Pretenses (1915)
- Matching Dreams, (1916)
- Viviana (1916)
- A Sanitarium Scramble (1916)
- The Suppressed Order (1916)
- Overalls (1916)
- Revelation (1916)
- Intolerance (1916)
- Maid Mad (1916)
- Haystacks and Steeples (1916)
- A Charming Villain (1916)
- Billy the Bandit (1916)
- The Nick of Time Baby (1916)
- Honest Thieves (1917)
- The Beauty Doctor (1917)
- Her Fame and Shame (1917)
- Secrets of a Beauty Parlor (1917)
- A Box of Tricks (1917)
- Whose Baby? (1917)
- Dangers of a Brid] (1917)
- A Safe Danger (1918)
- Old Wives for New (1918)
- We Can't Have Everything (1918)
- A Pair of Silk Stockings (1918)
- The Goat (1918)
- Fuss and Feathers (1918)
- Under the Top (1919)
- Don't Change Your Husband (1919)
- Peggy Does Her Darndest (1919)
- Johnny Get Your Gun (1919)
- For Better, for Worse (1919)
- Men, Women, and Money (1919)
- A Very Good Young Man (1919)
- Rose o' the River (1919)
- The Heart of Youth (1919)
- The Lottery Man (1919)
- Why Change Your Wife? (1920)
- Jack Straw (1920)
- Jenny Be Good (1920)
- Mrs. Temple's Telegram (1920)
- Thou Art the Man (1920)
- The Soul of Youth (1920)
- The Fourteenth Man1920)
- Sweet Lavender (1920)
- A City Sparrow (1920)
- Conrad in Quest of His Youth (1920)
- The Snob (1921)
- Hold Your Horses (1921)
- The Blushing Bride (1921)
- The Love Special (1921)
- Sham (1921)
- Her Sturdy Oak (1921)
- Garments of Truth (1921)
- The Love Charm (1921)
- A Prince There Was (1921)
- Saturday Night (1922)
- Is Matrimony a Failure? (1922)
- For the Defense (1922)
- Our Leading Citizen (1922)
- While Satan Sleeps (1922)
- Borderland (1922)
- Manslaughter (1922)
- Youth to Youth (1922)
- Ocean Swells (1922)
- A Daughter of (1922)
- The White Flower (1923)
- Souls for Sale (1923)
- Desire (1923)
- Greed (1924)
- Dancing Days (1926)
- Red Signals (1927)
- Women's Wares (1927)
- Cheating Cheaters (1927)
- The Leopard Lady (1928)
- Bachelor's Paradise (1928)
- Ladies' Night in a Turkish Bath (1928)
- The Head Man (1928)
- The Crash (1928)
- The Barker (1928)
- Queen Kelly (1932)